# Joaquín Benoit
Joaquín Antonio Benoit Peña (né le 26 juillet 1977 à Santiago, République dominicaine) est un lanceur de relève droitier évoluant dans la Ligue majeure de baseball de 2001 à 2017.

## Carrière

### Rangers du Texas
Joaquín Benoit signe son premier contrat en 1996 avec les Rangers du Texas. Il fait ses débuts dans les majeures avec cette formation le 8 août 2001. 
Le 3 septembre 2002, Benoit enregistre le plus long sauvetage de l'histoire des majeures. Il relève le partant Todd Van Poppel en 3e manche d'un match contre les Orioles de Baltimore et lance 7 manches pour protéger la victoire des Rangers.
Benoit est utilisé davantage comme lanceur partant à ses premières années, affichant un dossier de 8-5 durant la saison 2003, avant d'être employé presque exclusivement comme releveur entre 2005 et 2008.
Il est particulièrement efficace en 2007 alors que les Rangers lui confient la balle en relève en 70 occasions. Benoit maintient une moyenne de points mérités de 2,85 en 82 manches lancées, est crédité de 7 victoires contre 4 défaites et réussit 6 sauvetages.
Il rate la saison 2009 après avoir subi une opération à l'épaule droite. 

### Rays de Tampa Bay

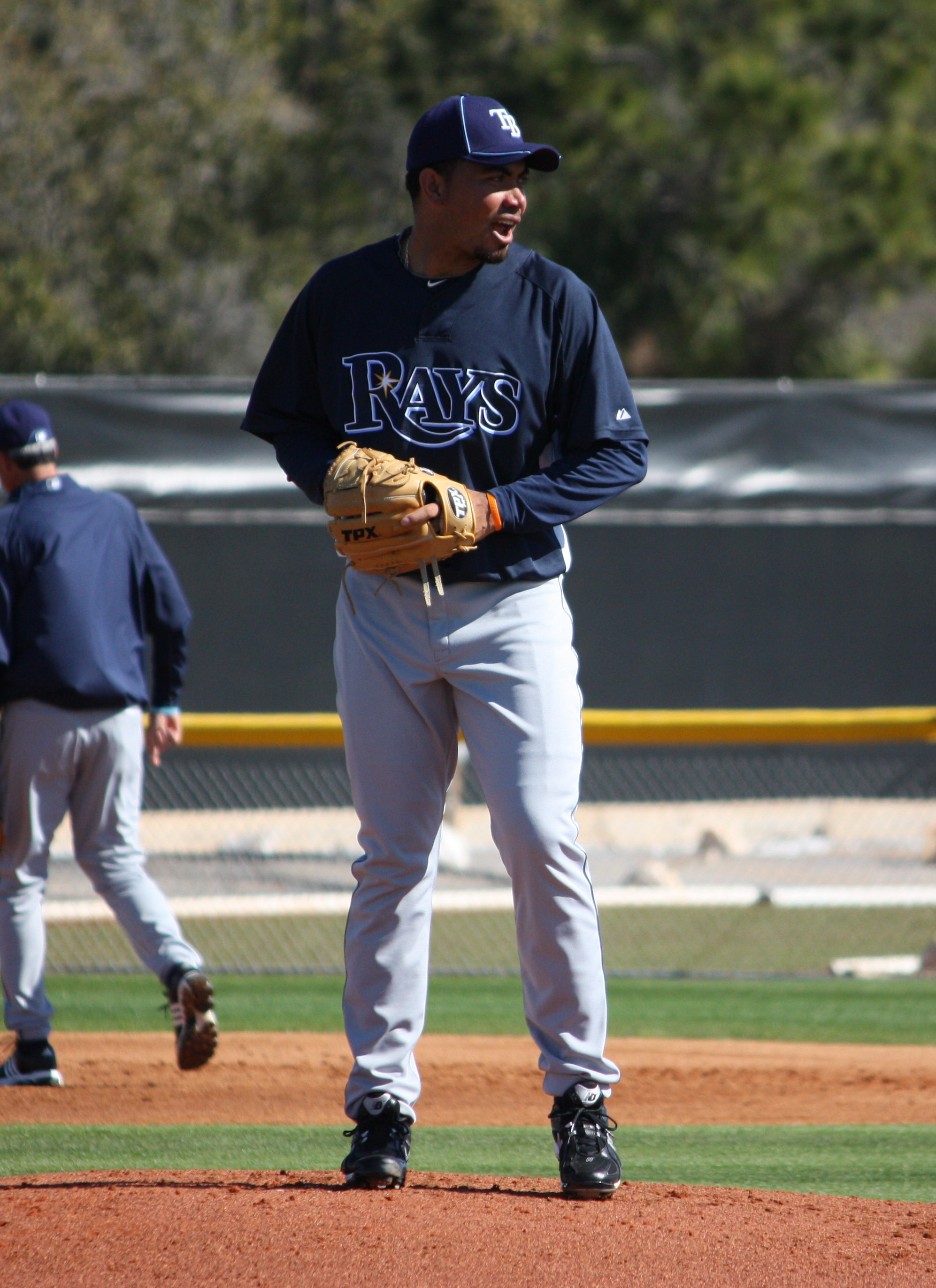
Joaquín Benoit à l'entraînement en 2010 avec les Rays de Tampa Bay.

En février 2010, il accepte un contrat des ligues mineures avec les Rays de Tampa Bay. Il est une valeur sure dans l'enclos de relève des Rays en 2010 : en 63 apparitions au monticule et 60 manches et un tiers lancées, sa moyenne de points mérités n'est que de 1,34.

### Tigers de Detroit

#### Saison 2011
Le 19 novembre 2010, Benoit signe un contrat de trois saisons pour 16,5 millions de dollars avec les Tigers de Detroit. Toujours solide en relève, il maintient une moyenne de points mérités de 2,95 en 61 manches pour les Tigers de 2011. Il est utilisé dans 66 parties, enregistre 63 retraits sur des prises et remporte quatre victoires contre trois défaites. Il lance sept manches et deux tiers en séries éliminatoires et blanchit notamment son ancienne équipe, les Rangers du Texas, en quatre manches au monticule dans la Série de championnat de la Ligue américaine, où on le voit dans trois des six rencontres.

#### Saison 2012
En 2012, sa moyenne de points mérités grimpe à 3,68 en 71 manches lancées. Il enregistre 84 retraits sur des prises, remporte 5 victoires contre 3 défaites et réalise deux sauvetages en 73 matchs de saison régulière. Il atteint la Série mondiale 2012, perdue par les Tigers. Durant la série finale, il blanchit les Giants de San Francisco en une manche et deux tiers. Après un début de séries éliminatoires difficile, où il sabote l'avance des siens dans le 2e match de la Série de divisions contre les A's d'Oakland en effectuant un mauvais lancer et en donnant un coup de circuit à Josh Reddick, il blanchit ses adversaires pour le reste des matchs d'après-saison, soit dans ses 4 manches de travail suivantes.

#### Saison 2013
En 2013, il brille au monticule pour Détroit avec une moyenne de points mérités de 2,01 en 67 manches lancées, où il enregistre 73 retraits sur des prises. Héritant en cours de saison du poste de stoppeur, un rôle qu'il remplit pour la première fois de sa carrière, il sauvegarde 24 victoires de son équipe. En 66 matchs de saison régulière, Benoit remporte 4 victoires contre une seule défaite. Malgré 3 sauvetages en séries éliminatoires, sa moyenne de points mérités est très élevée (6,35) en matchs d'après-saison contre Oakland et Boston.

### Padres de San Diego
Le 28 décembre 2013, Benoit rejoint les Padres de San Diego pour deux saisons.
Il maintient une moyenne de points mérités de seulement 1,96 en 119 manches et deux tiers lancées au total lors des saisons 2014 et 2015 jouées pour San Diego, réalisant 127 retraits sur des prises et 13 sauvetages. S'il semble aidé par le Petco Park, stade des Padres avantageant largement les lanceurs, lors d'une première saison où il maintient une moyenne de 0,84 à domicile contrairement à une 2,42 lors des matchs en déplacement, il connaît en revanche beaucoup plus de succès sur la route (moyenne de 1,67 contre 3,00 à San Diego) en 2015.

### Mariners de Seattle
Le 3 novembre 2015, les Padres de San Diego décident d'exercer l'option prévue au contrat de leur vétéran lanceur et de le garder dans l'équipe pour un salaire de 7,5 millions de dollars en 2016. Cependant, ils l'échangent aux Mariners de Seattle le 12 novembre 2015 contre deux joueurs des ligues mineures, le lanceur droitier Enyel De Los Santos et le joueur de champ intérieur Nelson Ward.

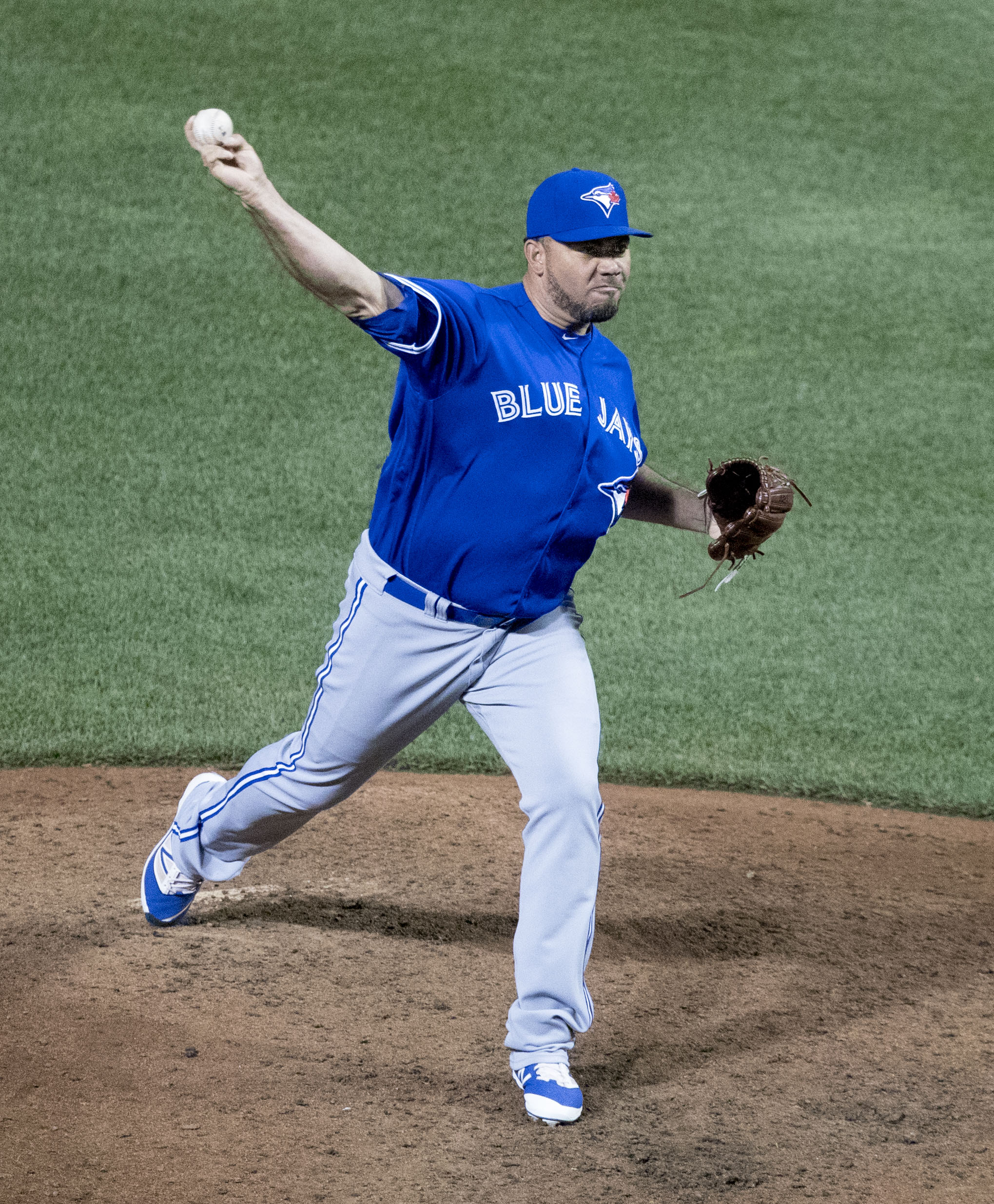
Joaquín Benoit lançant le 29 août 2016 pour les Blue Jays de Toronto.

Sa première moitié de saison à Seattle est l'une de ses pires séquences en une décennie, alors que sa moyenne de points mérités se chiffre à 5,18 en 24 manches et un tiers lancées, ce qui incite les Mariners à se départir de ses services.

### Blue Jays de Toronto
Le 26 juillet 2016, Benoit est échangé des Mariners de Seattle aux Blue Jays de Toronto contre le lanceur de relève droitier Drew Storen. Laissant derrière lui sa difficile première moitié de saison à Seattle, Benoit est brillant pour les Blue Jays, alors qu'il n'accorde qu'un seul point (sur un coup de circuit) en 23 manches et deux tiers lancées, et retire 24 frappeurs sur des prises. Cette moyenne de points mérités d'à peine 0,38 à Toronto rabaisse sa moyenne pour l'année à 2,81 en 48 manches lancées au total pour les Mariners et les Blue Jays. C'est la 6e fois en 7 saisons que sa moyenne de points mérités annuelle est de 2,95 ou moins. Cependant, son séjour à Toronto se termine en queue de poisson : il se blesse à un mollet en courant pour participer à une bagarre sur le terrain lors du match des Jays face aux Yankees de New York le 26 septembre, et rate par conséquent les séries éliminatoires.

### Phillies de Philadelphie
Le 6 décembre 2016, Joaquín Benoit signe un contrat de 7,5 millions de dollars pour une saison avec les Phillies de Philadelphie.

### Pirates de Pittsburgh
Le 31 juillet 2017, les Phillies échangent Benoit aux Pirates de Pittsburgh contre le lanceur droitier des ligues mineures Seth McGarry.